# Вільямсон (Іллінойс)
Вільямсон (англ. Williamson) — селище (англ. village) в США, в окрузі Медісон штату Іллінойс. Населення — 183 особи (2020).

## Географія
Вільямсон розташований за координатами 38°59′15″ пн. ш. 89°45′50″ зх. д. / 38.98750° пн. ш. 89.76389° зх. д. (38.987515, -89.763980).  За даними Бюро перепису населення США в 2010 році селище мало площу 4,02 км², з яких 3,90 км² — суходіл та 0,12 км² — водойми.

## Демографія
Згідно з переписом 2010 року, у селищі мешкало 230 осіб у 95 домогосподарствах у складі 68 родин. Густота населення становила 57 осіб/км².  Було 109 помешкань (27/км²).
Расовий склад населення:
| - 97,8 % — білих - 0,9 % — азіатів - 0,4 % — чорних або афроамериканців |

До двох чи більше рас належало 0,9 %. Частка іспаномовних становила 0,0 % від усіх жителів.
За віковим діапазоном населення розподілялося таким чином: 21,7 % — особи молодші 18 років, 63,1 % — особи у віці 18—64 років, 15,2 % — особи у віці 65 років та старші. Медіана віку мешканця становила 39,3 року. На 100 осіб жіночої статі у селищі припадало 93,3 чоловіків;  на 100 жінок у віці від 18 років та старших — 93,5 чоловіків також старших 18 років.
Середній дохід на одне домашнє господарство  становив 47 063 долари США (медіана — 35 000), а середній дохід на одну сім'ю — 51 698 доларів (медіана — 45 417). Медіана доходів становила 35 833 долари для чоловіків та 25 833 долари для жінок. За межею бідності перебувало 17,0 % осіб, у тому числі 31,3 % дітей у віці до 18 років та 2,9 % осіб у віці 65 років та старших.
Цивільне працевлаштоване населення становило 85 осіб. Основні галузі зайнятості: виробництво — 17,6 %, роздрібна торгівля — 15,3 %, транспорт — 14,1 %.